# إيلي جارنر
إيلي جارنر (بالإنجليزية: Eli Garner)‏ هو لاعب كرة قدم أمريكي في مركز الهجوم، ولد في 14 فبراير 1991 في درم في الولايات المتحدة. لعب مع ريتشموند كيكرز.